# Numbered Men
Numbered Men est un film américain pré-Code réalisé par Mervyn LeRoy et sorti en 1930. L'action se déroule dans une prison, et le scénario est inspiré d'une pièce de théâtre.

## Synopsis
Bertie "Duke" Gray a été condamné à dix ans de prison pour contrefaçon. Voyant qu'il n'a aucune chance de s'échapper, il accepte son sort. L'ami de Gray, Bud Leonard, est un jeune homme qui ne peut pas tolérer la prison parce qu'il est amoureux de Mary Dane, et qu'elle lui manque terriblement. Pendant que Bud est en prison, Lou Rinaldo, l'homme qui l'a piégé, tente de courtiser Mary. Lorsque Mary incite Bud a s'évader, il est prêt à prendre le risque, même si cela peut signifier sa mort. Ils prévoient de se rentrouver lorsque Bud révèle qu'il est envoyé travailler à l'extérieur de la prison. Mary accepte un emploi dans une ferme où les détenus mangent habituellement, dans l'espoir d'y voir Bud. Rinaldo la poursuit, et projette d'éliminer Bud afin qu'il puisse avoir Mary pour lui seul. Rinaldo convainc Bud et le prisonnier Callahan, que Rinaldo avait piégé, qu'ils devraient tenter de s'échapper, en espérant qu'il puisse les faire prendre dans la tentative. Mary empêche Bud de s'échapper mais Callahan mord à l'hameçon. Callahan tire plus tard sur Rinaldo et est lui-même tué. Pour sauver Bud, qui aurait dû être libéré prochainement, Gray dénonce Rinaldo, même si les preuves qu'il fournit entraîneront pour lui une peine de prison supplémentaire. Gray est heureux de se sacrifier pour son ami, sachant que Mary sera avec l'homme qu'elle aime vraiment.

## Fiche technique
- Réalisation : Mervyn LeRoy
- Scénario : Alfred A. Cohn et Henry McCarty, d'après la pièce de théâtre Jail Break de Dwight Taylor[1].
- Production : First National Pictures
- Photographie : Sol Polito
- Montage : Terry O. Morse
- Musique : Leo F. Forbstein
- Genre : Drame[2]
- Pays de production :  États-Unis
- Distributeur : Warner Bros.
- Durée : 70 minutes
- Date de sortie : 6 août 1930

## Distribution
- Bernice Claire : Mary Dane
- Conrad Nagel : 26521 (Bertie "Duke" Gray)
- Raymond Hackett : 31857 (Bud Leonard)
- Ralph Ince : 33410 ("King Callahan")
- Ivan Linow : 41226 ("Babyface")
- George Cooper : 27635 ("Happy Howard")
- Fred Howard : 50134 (Jimmy Martin)
- Tully Marshall : Lemuel Barnes
- Maurice Black : Lou Rinaldo
- Blanche Friderici : Mrs. Miller